# Маккой, Марк
Марк Энтони Маккой (англ. Mark Anthony McKoy; род. 10 декабря 1961, Джорджтаун) — канадский легкоатлет (барьерный бег), чемпион летних Олимпийских игр 1992 года в Барселоне, участник четырёх Олимпиад.

## Биография
Маккой родился Джорджтауне (Гайана), его юность прошла в Англии, затем семья переехала в Канаду, за которую он впоследствии и выступал на трёх Олимпиадах подряд. Его излюбленным видом был бег на 110 метров с барьерами. На летних Олимпийских играх 1984 года в Лос-Анджелесе он пробился в финал бега на 110 метров с барьерами, где с результатом 13,45 секунды занял 4-е место.
На следующей летней Олимпиаде в Сеуле Маккой показал в финальном забеге 7-й результат — 13.61 секунды.
На летних Олимпийских играх 1992 года в Барселоне Маккой стал олимпийским чемпионом с результатом 13,12 секунды, опередив американцев Тони Диса (13,24 с) и Джека Пирси (13,26 с).
На последних для себя Играх 1996 года в Атланте Маккой представлял Австрию. Он сумел пробиться в четвертьфинал, где пробежал дистанцию за 13,55 секунды и выбыл из борьбы за медали.